# Hasmonæerne
Hasmonæerne (hebraisk : חשמונאים, Hashmonayim) var det herskende dynasti i kongedømmet Judæa og de omliggende regioner i den klassiske antikke periode. Mellem ca. 140 f.Kr. og 116 f.Kr. regerede dynastiet delvist uafhængigt af Seleukideriget i regionen Judæa. Fra 110 f.Kr., da Seleukideriget gik i opløsning, blev dynastiet helt selvstændigt og ekspanderede til naboregionerne Galilæa, Iturea, Perea, Idumea og Samaria, og herskeren tog titlen "basileus", konge. Nogle moderne forskere kalder denne periode det uafhængige kongerige Israel. 63 f.Kr. blev kongeriget erobret af den romerske republik, brudt op og omdannet til et romersk klientkongedømme. Riget havde eksisteret i 103 år, da det underkastede sig det Herodes' dynasti i 37 f.Kr. Herodes den Store forsøgte at underbygge sin legitimitet som hersker ved at gifte sig med den hasmonæiske prinsesse Mariamme og planlagde at drukne den sidste mandlige hasmonæiske arving i hans palads i Jeriko.
Kaj Munks skuespil En Idealist fra 1928 handler om Herodes og hasmonæerne.